# 薇薇安·萊拉·布萊爾
薇薇安·萊拉·布萊爾（英語：Vivien Lyra Blair，2012/2013年—）是一名美國女童星。她曾演出過電影《蒙上你的眼》(2018)、《全民小英雄》(2020)以及迷你影集《歐比王·肯諾比》的莉亞公主，其中演出獲得影評讚譽。她近期則將演出史蒂芬·金短篇小說改編的電影《櫃魔》。

## 外部連結
- 薇薇安·萊拉·布萊爾在互联网电影资料库（IMDb）上的資料（英文）